# Barber County
Barber County is een county in de Amerikaanse staat Kansas.
De county heeft een landoppervlakte van 2.937 km² en telt 5.307 inwoners (volkstelling 2000). De hoofdplaats is Medicine Lodge.